# Les Passagers (film, 2008)
Pour les articles homonymes, voir Les Passagers.
Pour plus de détails, voir Fiche technique et Distribution.
Les Passagers ou Passengers au Québec (Passengers) est un thriller-fantastique américano-canadien réalisé par  Rodrigo Garcia en 2008.

## Synopsis
Un avion s'écrase et les autorités chargent une psychologue, Claire Summers (Anne Hathaway), d'aider les rescapés pour mieux accepter leur nouvelle vie. Toutes et tous présentent des symptômes similaires, sauf un, Éric (Patrick Wilson), qui ne semble pas trop traumatisé et paraît très attiré par sa thérapeute.
Au cours des différentes séances de thérapie de groupe, Claire remarque que les passagers ne sont pas tous du même avis concernant les circonstances de l'écrasement, et qu'ils disparaissent à tour de rôle à mesure que la mémoire leur revient.  
Elle soupçonne alors la compagnie aérienne d'être mêlée à la disparition de ses patients, puis d'autres explications plus fantastiques apparaissent... En parallèle, elle essaie de revoir sa sœur mais en vain. La jeune femme n'est pas au bout de ses surprises.

## Fiche technique
- Titre : Les Passagers
- Titre original : Passengers
- Réalisation : Rodrigo Garcia
- Scénario : Ronnie Christensen
- Musique : Ed Shearmur
- Pays de production :  Canada,  États-Unis
- Durée : 93 minutes
- Sortie : 2008
- Dates de sortie :
  - Espagne : 26 septembre 2008
  - États-Unis : 24 octobre 2008
  - France : 11 mars 2009
  - Belgique : 29 juillet 2009

## Distribution
- Anne Hathaway (V.F. : Sylvie Jacob ; V.Q. : Geneviève Désilets) : Claire Summers
- Patrick Wilson (V.F. : Jérôme Pauwels ; V.Q. : Patrice Dubois) : 'Eric
- Andre Braugher (V.Q. : Jean-Luc Montminy) : Perry
- Dianne Wiest (V.Q. : Madeleine Arsenault) : Toni
- David Morse (V.F. : Philippe Peythieu ; V.Q. : Benoit Rousseau) : Arkin
- William B. Davis : Jack
- Ryan Robbins : Dean
- Clea DuVall (VQ : Camille Cyr-Desmarais) : Shannon
- Don Thompson (VQ : Jean-Marie Moncelet) : Norman
- Andrew Wheeler : l'homme blond
- Chelah Horsdal : Janice
- Karen Austin : la réceptionniste à l'hôpital
- Elzanne Fourie : Emma jeune
- Stacy Grant : Emma
- Conner Dwelly : Claire jeune
- Robert Gauvin : Paul
- Sammy Fattedad : le gestionnaire d'immeuble
- Balinder Johal : la femme qui crie
- Amarjit Johal : le mari de la femme qui crie
- Brad Turner : le père de Shannon
- Claire Smithies : la mère de Shannon
- Ian Thompson : le conducteur de bus (non crédité)